# Chlorolestes elegans
Espèce
Statut de conservation UICN

 NT  : Quasi menacé
Chlorolestes elegans est une espèce dans la famille des Synlestidae appartenant au sous-ordre des zygoptères dans l'ordre des odonates.
Elle est trouvée dans le sud de l'Afrique (Botswana, Malawi, Mozambique, Afrique du Sud et Zimbabwe). Son habitat naturel est constitué de montagnes humides subtropicales ou tropicales et de rivières. Elle est menacée du fait de la disparition ce cet habitat.